# بيت الكبش (الشعر)
بيت الكبش هي إحدى قرى عزلة الوسط بمديرية الشعر  التابعة لمحافظة إب، الشيخ السابق للقرية يحيى محمد احمد الكبش رحمة الله عليه اما الشيخ الحالي ابنهُ عبدالسلام يحيى محمد أحمد الكبش، بلغ تعداد سكانها 449 نسمة حسب تعداد اليمن لعام 2004.